# Andraca gongshanensis
Andraca gongshanensis là một loài bướm đêm thuộc họ Endromidae. Loài này có ở Trung Quốc (Vân Nam).
Sải cánh của loài này dài 46–48 mm. 

## Từ nguyên
Tên của loài này được đặt theo nơi tìm ra mẫu vật gốc (núi Cao Lê Cống ở Trung Quốc).